# Jeanne-Marie Barbey
Pour les articles homonymes, voir Barbey (homonymie).
Jeanne-Marie Barbey, pseudonyme de Louise Jeanne Marie Barbée née le 17 juillet 1876 à Paris et morte le 13 août 1960 à Bagnolet, est une artiste peintre et photographe française.

## Biographie
Jeanne-Marie Barbey voit le jour au no 51 rue de Charonne à Paris, quatrième et dernier enfant de François Marie Barbée (né en 1832), ébéniste fraîchement arrivé de Carhaix où il est né, et de son épouse née Catherine Dupont (née en 1835), originaire de Gourin (Morbihan), son père y étant chapelier. Ses trois frères sont Louis (1863-1939), instituteur à Paris, François (vers 1865-1894) et Auguste (1868-1931), qui sera également professeur à partir de 1901. Il devient hôtelier sur la place du Martray, aujourd'hui place Stenfort à Gourin, où il tient l'hôtel de la Croix-Verte avec son épouse Marie-Louise Le Gall.
Marie-Jeanne Barbey souhaite devenir professeur de dessin et en 1895 passe avec succès le premier degré du diplôme des lycées et collèges, puis le second degré. En 1896, elle reçoit le diplôme des écoles primaires supérieures et celui des écoles normales, puis en 1907, le diplôme des écoles de la ville de Paris,.
Proche d'Anatole Le Braz, elle parle le breton et s'intéresse à la Bretagne et ses traditions. Elle assiste en septembre 1904 au 7e congrès de l'Union régionaliste bretonne à Gourin. Fervente catholique, elle a un directeur de conscience, le père Jean Guichard. Elle deviendra membre de la Fédération régionaliste de Bretagne.
Elle vient chaque année passer ses vacances chez son frère à Gourin, et en 1900, a participé à un projet de diplôme de premier prix  pour un concours organisé par le village breton de l'Exposition universelle de Paris ou elle signe « Barbey ».
À partir de 1912, elle participe au Salon des Indépendants et elle fut la première femme à devenir membre du comité de la Société des artistes indépendants en 1926, dont elle devint secrétaire-rapporteur et trésorière de 1943 à 1960. Son entrée au comité est à l’origine de son amitié avec Paul Signac, cofondateur de cette société.

## Œuvres dans les collections publiques
- Le Faouët, musée du Faouët :
  - Diplôme pour le village breton de l'Exposition universelle de Paris, encre de Chine et aquarelle ;
  - Intérieur, 1901, huile sur toile, 60 × 73 cm ;
  - La Ribotée.
- Quimper, archives départementales du Finistère : Diplôme, décerné à Mr Le Gall, lithographie (I. J. 993).
- Rennes, musée de Bretagne : fonds photographique de Jeanne-Marie Barbey, composé d'environ 200 négatifs sur plaque de verre, ainsi qu'une lithographie du Dipôme (vierge).
- Vannes, musée de la Cohue :
  - La Course, huile sur toile, don de l'artiste en 1930.
  - Femme à la baratte, 1907, huile sur bois ;
  - fonds de 74 œuvres[7].

## Salons
- Salon des artistes français de 1901 à 1914 : 
  - 1901 : Intérieur de ferme à Gourin.
  - 1905 : La Ribotée ; La Collation.
- Salon des indépendants à partir de 1912.
- Salon des Tuileries en 1924 et 1925.
- Salon de l'Union des femmes peintres et sculpteurs : 
  - 1901 : Intérieur en Basse-Bretagne ; Intérieur d'atelier.
  - 1905 : La Servante ; La Pipe.

## Expositions
- 1918 : L'Arc en Ciel, galerie du Luxembourg à Paris avec un groupe d'artistes franco-anglo-américain qu'elle copréside avec Alice Whyte.
- 1919 : « Peintres d'Amor », galerie Goupil à Paris.
- 2010 : Montreuil, exposition de photographies.
- Du 1er juillet au 31 août 2013 : Quimperlé, exposition de photographies.
- Du 29 juin au 13 octobre 2013 : musée du Faouët, « Femmes artistes en Bretagne » (Le Lavoir, collection particulière).
- Du 17 juin 2017 au 7 janvier 2018 : Pour une redécouverte de Jeanne-Marie Barbey, Vannes, musée de la Cohue.